# Lucrécia Bórgia
Lucrécia Bórgia (em italiano: Lucrezia Borgia; Subiaco, 18 de abril de 1480 — Ferrara, 24 de junho de 1519) foi a filha ilegítima de Rodrigo Bórgia, importante personagem italiano do Renascimento, que viria a se tornar o papa Alexandre VI. O irmão de Lucrécia foi o conhecido déspota César Bórgia.

## Infância
Lucrécia Bórgia nasceu em 18 de abril de 1480, na Comuna de Subiaco, perto de Roma.  Sua mãe era Vannozza dei Cattanei, uma das muitas amantes do pai de Lucrécia, Rodrigo Borgia, mais conhecido como o Papa Alexandre VI. Vannozza também deu a Rodrigo os seguintes filhos:
- João Bórgia, duque de Gandía, nascido em 1474;
- César Bórgia, nascido em 1475;
- Godofredo Bórgia, nascido em 1481 ou 1482.

Quando completou nove anos, Lucrécia foi separada de seus irmãos: Giovanni seguiu para a Espanha. César viu-se obrigado por Rodrigo a entrar para a vida religiosa, mesmo sem a menor vocação; e a própria Lucrécia foi despachada para a casa de Adriana de Mila, dama da nobreza e viúva, a fim de receber uma educação erudita ao lado da rigorosa senhora.

## Casamentos

### Casamento com Giovanni Sforza

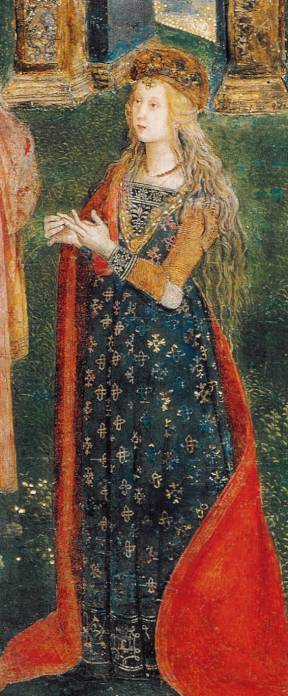
Lucrécia Bórgia, retratada por Pinturicchio como Santa Catarina de Alexandria, no "apartamento Bórgia", Vaticano

Em 26 de fevereiro de 1491, um arranjo matrimonial foi elaborado entre Lucrécia e o Senhor de Val D'Ayora no Reino de Valência, Dom Cherubino Joan de Centelles, que foi anulado menos de dois meses depois, em favor de um novo contrato envolvendo Lucrécia e Dom Gaspare Aversa, conde de Procida. Quando Rodrigo se tornou Papa (Alexandre VI), procurou aliar-se com poderosas famílias principescas e dinastias fundadoras da Itália. Para tal, ele cancelou compromissos anteriores de Lucrécia e arranjou para ela se casar com Giovanni Sforza, um membro da Casa de Sforza, que era o Senhor de Pesaro e intitulado Conde de Catignola. Giovanni era um filho ilegítimo de Costanzo I Sforza, e um Sforza de segundo grau. Casou-se com Lucrécia em 12 de junho de 1493, em Roma.
O casamento não se consumou, pois a noiva era considerada jovem demais. Os dois anos que separaram o casamento da consumação, marido e mulher passaram totalmente afastados. Neste meio tempo, Alexandre depõe Júlia Farnésio como sua amante favorita e a expulsa do Vaticano; assim, Lucrécia fica sem a amiga. Porém, ela já arranjaria outra: a nova esposa de seu irmão Godofredo, Sancha de Aragão, filha bastarda do rei de Nápoles.

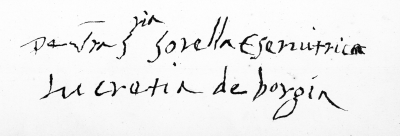
“Lucretia de Borgia” numa carta a sua cunhada, Isabel Gonzaga (março de 1519).

Em pouco tempo, a família Bórgia não precisava mais dos Sforza, e a presença de Giovanni Sforza na corte papal era supérflua. O Papa precisava de novas alianças políticas, mais vantajosas, então, ele pode ter secretamente ordenado a execução de Giovanni. A versão geralmente aceite é que Lucrécia foi informada de tal por seu irmão Cesar, e avisou o marido, que fugiu de Roma.
Alexandre pediu ao tio de Giovanni, o cardeal Ascanio Sforza, para convencer Giovanni a concordar com um divórcio. Giovanni recusou e acusou Lucrécia de incesto paterno e fraterno. O papa afirmou que o casamento de sua filha não tinha sido consumado e foi, portanto, inválido. A Giovanni foi oferecido o seu dote em troca de sua cooperação. A família Sforza ameaçou retirar sua proteção, caso recusasse. Giovanni assinou confissões de impotência e, finalmente, documentos de anulação perante testemunhas.
Lucrécia prepara-se para casar novamente, desta vez com Afonso de Aragão, duque de Biscegli.

#### Romance com Perotto e o "Infante Romano"
Logo após a morte de Giovanni Sforza, surge outra polémica familiar, a suposta gravidez de Lucrécia, apesar de esta estar enclausurada em um convento. Há especulações que durante o processo prolongado da anulação, Lucrécia consumou um relacionamento com alguém, um jovem espanhol, Pedro (ou Pero) Calderón, também chamado de Perotto. Calderón era da criadagem do papa Alexandre e era o incumbido de transportar a correspondência entre pai e filha. O certo é que, por algum tempo, ele realmente foi amante de Lucrécia Bórgia, mas não há como provar se ele a engravidou ou não. Em todo o caso, as famílias hostis aos Bórgias viriam a acusá-la de estar grávida quando seu casamento foi anulado por falta de consumação.
Foi documentado que ao descobrir o romance entre sua irmã e Pedro, César, desvairado de raiva e de ciúme, o esfaqueou, porém o rapaz conseguiu chegar aos aposentos do papa e sujou sua batina de sangue. Pedro Calderón escapou desta vez, mas a sorte não lhe sorriria novamente. Pouco depois, ele seguiu o destino de Giovanni Sforza, e assim, em fevereiro de 1498, os corpos de Pedro Calderon, e uma empregada doméstica, Pantasilea, foram encontrados no Rio Tibre. E o assassino foi também o mesmo de Giovanni: César Bórgia.
Em março de 1498, o embaixador de Ferrara afirmou que Lucrécia tinha dado à luz, mas isto foi negado por outras fontes. No entanto, uma criança nasceu na família Bórgia um ano antes do casamento de Lucrécia com Afonso de Aragão. Foi chamado de João, mas é conhecido pelos historiadores como o Infante Romano.
Em 1501, duas bulas papais foram emitidas sobre esta criança, João Bórgia. Na primeira, foi reconhecido como filho de César de um caso antes de seu casamento. A segunda bula, contraditória, reconheceu-o como o filho do Papa Alexandre VI.  O nome de Lucrécia não é mencionado em nenhuma delas, e os rumores de que ela era sua mãe nunca foram provados. A segunda bula foi mantida em segredo por muitos anos, e João foi assumido como sendo o filho de César. Após a morte de Alexandre, João foi viver com Lucrécia em Ferrara, onde foi recebido como seu meio-irmão.

### Casamento com Afonso de Biscegli
Em 17 de junho de 1498, Lucrécia Bórgia desposa Afonso de Biscegli numa cerimônia pomposa no Vaticano. No ano seguinte, o Papa Alexandre VI deu à filha Lucrécia a fortaleza de Nepi e as regiões de Espoleto e Foligno para que ela governasse.
O casamento foi breve, durando de 1498 até a morte de Alfonso em 1500. Há indícios que o irmão de Lucrécia, César foi responsável pela morte de Afonso, porque já tinha se aliado (por casamento) com a França contra a Nápoles. Assim, César Bórgia teria posto em ação mais um de seus planos: o de matar o próprio Afonso de Biscegli. Lucrécia estava grávida agora, e César conseguiu convencer a irmã e o cunhado a ir ter a criança em Roma, que nasceu e foi chamado de Rodrigo de Aragão. Em julho de 1500, pouco depois da chegada do casal, Afonso foi surpreendido por um grupo de homens fortemente armados que o esperavam na Praça de São Pedro. Ele foi apunhalado, mas conseguiu fugir até os aposentos de Lucrécia, onde caiu gravemente ferido. Socorrido imediatamente por sua mulher, Afonso recuperava-se. Lucrécia e sua cunhada, Sancha de Aragão, cuidavam de Biscegli e, com medo de envenenamento, elas próprias faziam a comida do duque. Porém, numa noite de descuido de Lucrécia e Sancha, um criado - Michelotto Corella - primo dos Bórgia, homem de confiança do papa e de César - entrou sorrateiramente nos aposentos de Afonso enforcou-o.

### Casamento com Afonso D'Este
Após sua controversa regência, Lucrécia recolheu-se na fortaleza de Nepi com seu filho Rodrigo e Giovanni. Entretanto, seu pai e seu irmão arranjavam mais um casamento para ela. Desta vez, o alvo da família Bórgia era o filho do poderoso duque de Ferrara, o jovem Afonso d´Este Lucrécia tinha 22 anos e Afonso d´Este 25. O casamento foi confirmado, e realizado em 30 de dezembro de 1501, sem a presença do noivo, em cerimônia simples no Vaticano. Em 2 de fevereiro do ano seguinte, Lucrécia entra triunfalmente em Ferrara. Como dote, foram pagos a Família Este duzentos mil ducados, apesar da proposta inicial do noivo ter sido de 300 000. Comparando aos 15 000 ducados pagos a Giovanni Sforza, o primeiro marido de Lucrécia, alguns anos antes, a diferença é formidável. Mas há uma explicação muito simples. Lucrécia Bórgia, na época uma menina de treze anos, não tinha nenhuma mácula em seu nome. Mas agora, aos olhos de toda a Europa, ela era envenenadora e incestuosa. Lucrécia nunca mais tornaria a ver Alexandre VI, mas não se livraria do irmão César.
Ela deu ao seu terceiro marido muitos filhos e provou ser uma respeitável e realizada duquesa da Renascença, efetivamente elevando-se acima da sua reputação anterior e sobrevivendo a queda dos Bórgias, após a morte de seu pai. A nenhum parceiro foi fiel: iniciando em 1503, Lucrécia teve um longo relacionamento com seu cunhado, Francisco II Gonzaga, Marquês de Mântua, bem como uma relação amorosa com o poeta Pietro Bembo. A esposa de Francisco era a culta intelectual Isabel d'Este, a irmã de Afonso, para quem Lucrécia fizera insinuação de amizade sem sucesso. O caso entre Francesco e Lucrécia era apaixonado, mais sexual do que sentimental, como pode ser comprovado nas cartas febris de amor que o casal escrevia um ao outro. O caso terminou quando Francesco contraiu sífilis.
Em 1503, o Papa Alexandre morreu, e com a eleição do Papa Júlio II, César viu seus planos totalmente arruinados. César casou-se com a princesa Carlota de Albret, ganhou o título de duque de Valentinois, e entrou para a história como "Duque Valentino" Foi imortalizado por Maquiavel em sua obra prima, O Príncipe, que tomava César Bórgia como o exemplo de bom governante e habilidade política. César foi morto em 1507, lutando pela França, numa emboscada na Espanha.

## "Papisa"
Em 1501, o papa passou algumas semanas em Nápoles, recém conquistada pelos Franceses. O mais convencional, seria deixar um cardeal de confiança do papa em sua ausência para tomar as rédeas do Vaticano. Mas Alexandre VI escandalizou a Europa com uma escolha inédita: durante sua viagem, a responsável pelo governo dos estados pontifícios seria sua filha Lucrécia Bórgia. O ato totalmente inédito na história do papado, provocou uma fúria explicável no renomado Colégio dos Cardeais.

## Duquesa de Ferrara

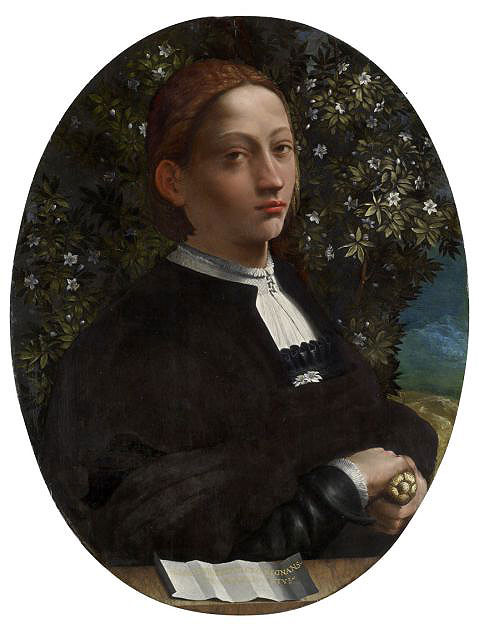
Possível retrato de Lucrécia Bórgia assumido como sendo de Dosso Dossi

Lucrécia engravidou em 1503. Mas acabou por contrair malária, e seu médico teve de abortar a criança para não pôr a vida de Lucrécia em perigo. Com a morte do sogro em 1505, ela e marido foram nomeados duques de Ferrara. No mesmo ano, deu à luz o primeiro rebento do casal, Afonso. A criança morreu semanas depois, mas três anos depois o casal ducal foi presenteado com outro menino, Hércules. Depois deste, vieram outros filhos: Hipólito (1509), Francisco (1516), Alexandre (1514), Leonor (1515), e Isabel Maria (1519). Ela foi boa mãe para todos os seus filhos, inclusive para os que estavam longe dela, como Rodrigo e o misterioso João, "O Infante Romano". Sabe-se que Rodrigo morreu em 1512, aos treze anos de idade, fazendo Lucrécia Bórgia sofrer e se recolher em um convento por algum tempo; mas, quanto ao "Infante Romano", apenas se sabe que ele morreu em 1548, tornou-se duque de Espoleto, mas morreu relativamente esquecido e com pouco status de neto de papa, ou filho de Lucrécia Bórgia. Sua linhagem é totalmente desconhecida.
A primeira vez que Lucrécia ficou como regente em Ferrara, foi um ano após sua nomeação como duquesa. Ela aproveitou a oportunidade para mostrar outra simpatia comum de sua família: a vontade de ajudar o povo judeu, ao criar um édito proibindo terminantemente qualquer tipo de discriminação contra eles. Em Ferrara, ela formou a chamada "Corte das Letras": incluía escritores como Ludovico Ariosto (que dedicou-lhe "Orlando Furioso"), Pedro Bembo (que definiu o seu amor por Lucrécia Bórgia como "platônico") e Hércules Strozzi, da poderosa família Strozzi, assassinado por Afonso d'Este pelo ciúme que ele sentia do literato com Lucrécia. Sua corte também reunia pintores como Ticiano e Venetto, entre outros. Em 1508, Lucrécia recebe o humanista Erasmo de Roterdã em sua corte.
Em 1506, ficou como regente de Ferrara durante a ausência do marido, embora estivesse sob a vigilância de seu cunhado, o cardeal Hipólito. Apesar das constantes infidelidades do marido, - ele, após a morte de Lucrécia, juntou-se a Laura Dianti, uma de suas amantes, que viveu como Duquesa de Ferrara apesar de nunca terem se casado formalmente - Lucrécia foi feliz com Afonso d'Este.
Como uma Bórgia, Lucrécia guardava algum rancor do Papa Júlio II (Giuliano della Rovere). Afinal, ele havia sido inimigo ferrenho de seu pai e traído seu irmão. Então, ela se jubilou quando Ferrara entrou em guerra contra o papa em 1511, e mais ainda quando a venceu. Comemorou mais ainda quando o papa Júlio morreu, e quem assumiu o trono papal foi Giovanni de Médici, que adotou o nome de Leão X. Afinal, a Médici sempre foi aliada dos Bórgias. Inclusive o novo papa havia sido muito amigo de seu irmão César nos tempos em que ambos cursavam a Universidade de Pisa.

## Morte

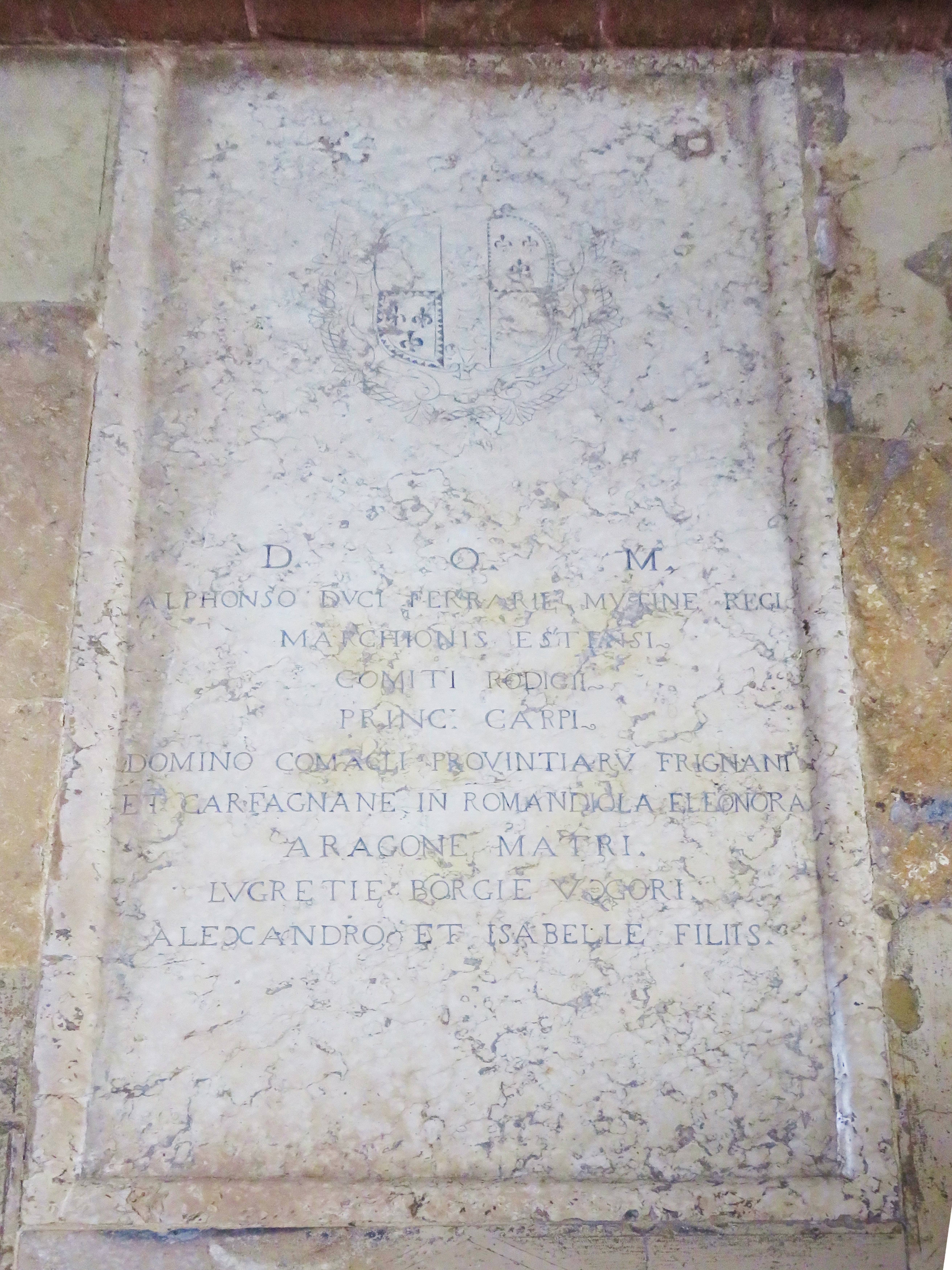
Túmulo de Lucrécia Bórgia e família Este em Ferrara

Aos 39 anos de idade, Lucrécia estava prestes a enfrentar outro parto. Prevendo sua morte, ela enviou uma carta ao papa Leão X pedindo a bênção especial. Em 24 de junho de 1519, morreu Lucrécia Bórgia em Ferrara, devido a complicações após dar à luz seu oitavo filho, depois de ter tido uma história ao longo da vida de gestações e de abortos complicados. A bênção papal não veio a tempo, mas Leão X escreveu ao viúvo que lamentava muito a morte da "boa duquesa", de quem o "inesquecível amigo César falava com tanto carinho". Foi sepultada no convento de Corpus Domini (do qual ela foi protetora em vida), em Ferrara, em um hábito de freira.

## Filhos
Seu primeiro filho com Afonso, Hércules d'Este, de aparência física idêntica à do pai, sucedeu-o como duque de Ferrara em 1534; foi pai de cinco filhos, e morreu em 1559. Hipólito tornou-se um alto religioso, e morreu em 1572, como um verdadeiro cardeal Bórgia: com uma boa fortuna, e muitos filhos chorando sua morte; Francisco, filho de Lucrécia, foi marquês de Massolambarda e pai de dois filhos, morreu em 1578, os três, sem dúvidas, eram muito mais Bórgia do que d´Este. Alexandre viveu apenas por dois anos. Eleonora herdou a beleza da mãe, assim como o fascínio que causava nos poetas. Apesar disso, tornou-se uma freira por ordens de seu pai, e morreu como uma abadessa virtuosa em 1575. E Isabel Maria, a menina cujo parto causou a morte da mãe, seguiu a Lucrécia e morreu semanas depois.
João Bórgia, o Infante Romano, teve a paternidade reconhecida tanto por Alexandre VI como por César em duas bulas papais separadas, mas houve boatos de que foi filho de Lucrécia e Perotto. A criança (identificada na vida adulta como meio-irmão de Lucrécia) foi provavelmente o resultado de uma relação entre Rodrigo Bórgia (Papa Alexandre VI, pai de Lucrécia) e uma amante desconhecida e não foi filho de Lucrécia.

## Peças, óperas, livros, músicas e filmes
- Mario Puzo, mesmo escritor do livro que originou a série de filmes O Poderoso Chefão, escreveu "Os Bórgias", que relata a vida de Rodrigo Bórgia e sua família.
- Victor Hugo escreveu uma tragédia (peça) baseada no mito de Lucrécia, que foi transformada em libretto por Felice Romani para a Ópera de Donizetti, Lucrezia Borgia (1824), que foi apresentada pela primeira vez no Scala de Milão em 26 de dezembro de 1834. Quando foi produzida em Paris, em 1840, Hugo obteve um injunction contra produções adicionais. O libretto, então, foi reescrito e reintitulado La Rinegata, com os caráteres italianos mudados para turcos, as apresentações recomeçaram. A primeira produção em língua inglesa foi em Londres em 30 de dezembro de 1843.
- Veneno dos Bórgias (do original Bride of Vengeance) estrelado por Paulette Goddard como Lucrécia e Macdonald Carey como César.
- Há também um filme mudo intitulado Lucrezia Borgia de 1926.
- I Borgia: história em quadrinhos desenhada pelo italiano Milo Manara e escrita pelo chileno Alejandro Jodorowsky, que contam toda a história entre a família Bórgia e a Igreja. Já foram lançados o volume 1 (Bórgia: Sangue para o Papa), o volume 2 (Bórgia: Poder e Incesto) e o volume 03 –(Bórgia: As Chamas da Pira).
- The Borgias: filme em capítulos (seriado) sobre os Bórgias em canal de televisão paga.
- Borgia: série em três temporadas dirigida por Tom Fontana. Foi transmitida no Brasil pelo canal de tv paga Max.[15]
- Livro "A Madona das Sete Colinas'' de Jean Plaidy, obra enaltecendo as virtudes de Lucrécia e desmistificando as mentiras lançadas em outras obras, contra a filha e irmã dos turbulentos Bórgias.
- No jogo Assassin's Creed Brotherhood, Lucrécia é uma das personagens. Lucrezia atua como uma antagonista juntamente com Cesare e Rodrigo. No jogo a relação incestuosa entre Cesare e Lucrécia é retratada abertamente.